# 케빈 코스트너
케빈 코스트너(Kevin Costner, 1955년 1월 18일 ~ )는 미국의 배우이자 감독이다. 영국 아카데미상에 세 차례 노미네이트되었으며, 아카데미상을 두 차례, 골든 글로브상을 세 차례, 에미상과 미국배우조합상에서는 각각 한 차례 수상하였다. 《늑대와 춤을》의 던바 중위, 《JFK》의 짐 개리슨, 《꿈의 구장》의 레이 킨셀라, 《언터처블》의 엘리엇 니스, 《로빈 후드:도둑들의 왕자》에서 로빈 후드,《보디가드》의 프랭크 파머, 《3000 마일》의 토마스 J. 머피 역으로 잘 알려져 있다.

## 젊은 시절
코스트너는 미국 캘리포니아주 린우드에서 사회복지사였던 샤론 라에와 전기기사이자 공익사업 상임 관리자였던 윌리엄 코스트너의 세 아들 중 막내로 태어났다. 독일인, 아일랜드인, 체로키족의 조상을 두고 있으며, 오클라호마에서 태어난 친할아버지가 반 체로키족이었다. 코스트너는 침례교인으로 성장했으며, 캘리포니아주의 벤투라에 있는 카브릴로 중학교와 부에나 고등학교를 다녔다. 가난한 학생이었던 코스트너는 침례교 성가대에서 스포츠를 즐기며, 피아노 레슨을 받았으며, 시를 쓰고 노래를 불렀다.
아버지의 직업 때문에 캘리포니아의 다양한 곳에서 십대 시절을 보낸 코스트너는 오렌지군에서 살다가, 그 후 비살리아 군에 있으면서 마운트 고등학교를 다녔으며, 다시 오렌지군으로 돌아와, 1973년에 빌라파크에 있는 빌라파크 고등학교를 졸업하였다.
고등학교를 졸업 후 오렌지카운티의 명문 경영대학인 California State University, Fullerton에서 재정학과 마켓팅학 학사를 취득 마켓팅회사에서도 일한 경력이 있다. 그는 그의 모교의 경영학이 자신에게 큰 도전을 주었다고 회고한다.

## 출연 작품
- 미스언더스탠드
- 보디가드
- JFK
- D-13
- 워터월드
- 3000 마일
- 노 웨이 아웃
- 로빈 후드: 도둑들의 왕자
- 언터처블
- 가디언
- 늑대와 춤을
- 병 속에 든 편지
- 히든 피겨스

## 수상 경력
- 1988년 골든애플어워즈 올해의 남성상
- 1990년 헤이스푸딩 씨어트리컬 올해의 남성상
- 1990년 댈러스-포트워스비평가협회상 남우주연상
- 1991년 제62회 미국비평가협회상 감독상
- 1991년 제48회 골든글로브시상식 감독상
- 1991년 제48회 골든글로브시상식 드라마부문 작품상
- 1991년 제43회 미국감독조합상 영화부문 감독상
- 1991년 제63회 아카데미시상식 감독상
- 1991년 제63회 아카데미시상식 작품상
- 1991년 주피터어워즈 외국감독상
- 1991년 주피터어워즈 외국남자배우상
- 1991년 주피터어워즈 외국영화상
- 1991년 시네마 오브 재팬 외국어영화상
- 1991년 시네마 오브 저메니 외국어영화상
- 1991년 아메리칸인디안필름페스티벌 작품상
- 1991년 제41회 베를린국제영화제 예술공헌상
- 1991년 시네마준포어워즈 외국어영화상
- 1991년 브라보오토어워즈 남우주연상
- 1992년 브라보오토어워즈 남우주연상
- 1992년 로버트페스티벌 외국어영화상
- 1992년 제18회 피플스초이스어워즈 가장좋아하는 드라마틱한 남자배우상
- 1992년 제12회 골든라즈베리시상식 최악의 남우주연상
- 1993년 제19회 피플스초이스어워즈 가장좋아하는 드라마틱한 남자배우상
- 1993년 제19회 피플스초이스어워즈 가장좋아하는 남자배우상
- 1995년 제15회 골든라즈베리시상식 최악의 남우주연상
- 1998년 제18회 골든라즈베리시상식 최악의 감독상
- 1998년 제18회 골든라즈베리시상식 최악의 남우주연상
- 1998년 제18회 골든라즈베리시상식 최악의 작품상
- 2004년 제15회 팜스프링스국제영화제 평생공로상
- 2005년 샌프란시스코비평가협회상 남우조연상
- 2012년 제64회 에미상 TV영화/미니시리즈부문 남우주연상
- 2013년 제70회 골든글로브시상식 TV영화/미니시리즈부문 남우주연상
- 2013년 제19회 미국배우조합상 TV영화/미니시리즈부문 남자연기상
- 2013년 제38회 세자르영화제 공로상
- 2014년 시네마아이콘어워즈 올해의 스타상
- 2015년 제20회 크리틱스초이스어워즈 평생공로상
- 2015년 AARP's Movie for Grownup 어워즈 특별상